# ویمکوو
ویمکوو (به لاتین: Vyyemkovo) یک منطقهٔ مسکونی در روسیه است که در استان آرخانگلسک واقع شده‌است.